# Julien Faubert
Julien Faubert, född 1 augusti 1983 i Le Havre, är en fransk fotbollsspelare som spelar för franska Fréjus Saint-Raphaël.

## Landslagskarriär
Faubert gjorde sin debut i franska landslaget den 16 augusti 2006 mot Bosnien och Hercegovina. Han hade nummer 10 på sin tröja; det var första gången någon hade nummer 10 i det franska landslaget sedan Zinedine Zidane slutade. I matchen gjorde han mål i den sista matchminuten och Frankrike vann med 2–1.

### För Frankrike
| Nr | Datum           | Stadium                                         | Motståndare             | Mål | Resultat | Tävling       |
| -- | --------------- | ----------------------------------------------- | ----------------------- | --- | -------- | ------------- |
| 1  | 16 augusti 2006 | Asim Ferhatović Hase-stadion, Sarajevo, Bosnien | Bosnien och Hercegovina | 2–1 | 2–1      | Träningsmatch |

### För Martinique
| Nr | Datum           | Stadium                                           | Motståndare                    | Mål | Resultat | Tävling                               |
| -- | --------------- | ------------------------------------------------- | ------------------------------ | --- | -------- | ------------------------------------- |
| 1  | 8 oktober 2014  | Stade René Serge Nabajoth, Les Abymes, Guadeloupe | Curaçao                        | 1–0 | 1–1      | Kval till Karibiska mästerskapet 2014 |
| 2  | 10 oktober 2014 | Stade René Serge Nabajoth, Les Abymes, Guadeloupe | Guadeloupe                     | 1–0 | 2–0      | Kval till Karibiska mästerskapet 2014 |
| 3  | 10 oktober 2014 | Stade René Serge Nabajoth, Les Abymes, Guadeloupe | Guadeloupe                     | 2–0 | 2–0      | Kval till Karibiska mästerskapet 2014 |
| 4  | 12 oktober 2014 | Stade René Serge Nabajoth, Les Abymes, Guadeloupe | Saint Vincent och Grenadinerna | 3–3 | 4–3      | Kval till Karibiska mästerskapet 2014 |
| 5  | 12 oktober 2014 | Stade René Serge Nabajoth, Les Abymes, Guadeloupe | Saint Vincent och Grenadinerna | 4–3 | 4–3      | Kval till Karibiska mästerskapet 2014 |